# Verdine White
Verdine Adams White (nascido Verdine Adams Jr.; Chicago, 25 de julho de 1951) é um músico estadunidense, mais conhecido por ser fundador e baixista da banda Earth, Wind & Fire. White foi considerado o 19.° melhor baixista de todos os tempos pela revista Rolling Stone.